# Liste de Purâna

## Les 18 Mahāpurāna ou Purāṇa majeurs
Les 18 Purāṇa dits « majeurs » sont traditionnellement classés en trois guṇa : sattva (associées à Vishnu), rajas (associées à Brahmā) et tamas (associées à Shiva). Le nombre total de versets (shloka) dans les Purāṇa majeurs est estimé à 400 000. Leur répartition telle qu'elle est donnée ici est celle qui figure dans le Skanda Purāṇa.
| Numéro d'ordre traditionnel | Purâna          | Guna   | Nombre de versets |
| --------------------------- | --------------- | ------ | ----------------- |
| 8                           | Agni            | Tamas  | 16 000            |
| 5                           | Bhâgavata       | Sattva | 18 000            |
| 9                           | Bhavishya       | Rajas  | 14 500            |
| 1                           | Brâhma          | Rajas  | 10 000            |
| 18                          | Brâhmânda       | Rajas  | 12 200            |
| 10                          | Brahmavaivarta  | Rajas  | 18 000            |
| 17                          | Garuda          | Sattva | 18 000            |
| 15                          | Kurmâ           | Tamas  | 17 000            |
| 11                          | Linga           | Tamas  | 11 000            |
| 7                           | Mârkândeya      | Rajas  | 9 000             |
| 16                          | Matsya          | Tamas  | 14 000            |
| 6                           | Nâradîya        | Sattva | 25 000            |
| 2                           | Padma           | Sattva | 55 000            |
| 4                           | Shiva (ou Vayû) | Tamas  | 24 000            |
| 13                          | Skanda          | Tamas  | 81 000            |
| 14                          | Vâmana          | Rajas  | 10 000            |
| 12                          | Varâha          | Sattva | 24 000            |
| 3                           | Vishnu          | Sattva | 23 000            |

## Autres Purāṇa
Parmi les nombreux autres purāṇa, parfois catégorisées sous le titre de Upapurāṇa (Purāṇa mineures ou annexes), on trouve les suivants:
- Āditya
- Aushanasa
- Bhārgava
- Brihaddharma
- Brihannāradîya
- Daurvāsa
- Devî
- Devîbhâgavata
- Ganesha
- Hamsa
- Kālikā
- Kalki
- Kâpila
- Mâheshvara
- Mānava
- Mārîcha
- Maudgala
- Nandi
- Nārasimha
- Nîlamata
- Pārāshara
- Shāmba
- Sanatkumāra
- Shivadharma
- Shivarahasya
- Saura ou Sûrya
- Vāruna
- Vishnudharmottara